# Gaston Paris
Gaston Bruno Paulin Paris, född 8 augusti 1839, död 5 mars 1903, var en fransk filolog och universitetslärare. Han var son till Paulin Paris.
Paris invigdes tidigt i fransk litteratur- och språkhistoria. Han sändes att studera under Friedrich Christian Diez i Bonn och Ernst Curtius i Göttingen. De där inhämtade moderna forskningsmetoderna införde han i sitt hemland och tillämpade dem i Étude sur le rôle de l'accent latin (1862), i sin gradualavhandling Histoire poétique de Charlemagne (1865) och i sina följande verk. Som universitetslärare anställdes han först som sin fars vikarie, från 1872 som hans efterträdare vid Collège de France, och blev 1895 universitetets administratör. Vid den 1869 inrättade École pratique des hautes études utnämndes Paris till lärare i romanska språk. Vid dessa institutioner samlade Paris omkring sig en talrik lärjungeskara, till största delen utlänningar och däribland flera svenskar. Hans forskning kom därigenom att spridas i vida kretsar. 
Lika vidsträckt blev betydelsen av Paris författarskap. Det bestod mestadels av mindre artiklar, hans biografi räknar upp 1 197 stycken. Många av de viktigaste är samlade i Mélanges linguistiques (1906-09) och Mélanges de littérature françaie du moyen âge (1910-12). I en av dessa framställer Paris teorin, att de nordiska folkvisorna stammar från franska caroles. Andra artiklar är sammanförda i La poésie du moyen âge (1885, några i svensk översättning av Erik Staaff, Studier öfver medeltida sagor 1903). 
Bland Paris större verk märks La vie de Saint Alexis (1872), en epokgörande textutgåva, samt La littérature française au moyen âge (1888), den första vetenskapliga framställningen av den fornfranska litteraturens historia. Här framläggs teorin om de små tillfällighetsdikterna, cantilènes, som ursprung till chansons de geste, en teori Joseph Bédier kritiserade, men som senare vann bred anslutning. Fornfransk litteratur var också ämnet för många av Paris artiklar i Histoire littéraire de la France. 
Värdefulla litteraturhistoriska inledningar finns vidare i de talrika textutgåvor som Paris ensam eller i samarbete med andra ombesörjt såsom Miracles de Nostre-Dame (8 band, 1876-83), Évangile de Nicodème (1885), L'Estoire de la guerre sainte (1897). Paris har i samarbete med andra, bland andra Paul Meyer, grundat vetenskapliga tidskrifter eller skriftserier som Revue critique (1866) och Romania (1872), biografiserien Les grands écrivains français, för vilken Paris skrivit Villon (1901), samt återupprättat den gamla ansedda Journal des savants. 
Hans svenska lärjungar hyllade honom 1889 med en festskrift, en fransk festskrift utgavs 1890. Paris hyllade även genom instiftandet av Société amicale Gaston Paris (1904), i vars vård anförtroddes Paris efterlämnade bibliotek.